# La tregua (pel·lícula de 2003)
La tregua és una pel·lícula mexicana basada en el llibre homònim de Mario Benedetti, dirigida per Alfonso Rosas Priego fill i que es va estrenar en 2003.

## Sinopsi
La tregua està adaptada del llibre de Mario Benedetti del mateix nom. La pel·lícula narra la vida de Martín Santomé, empleat d'oficina de més de 50 anys i pròxim a retirar-se que es troba embussat en la mediocritat i rutina de la seva vida. Viu únicament amb els seus tres fills, Jaime, Esteban i Blanca, de personalitats contrastants. En la mateixa oficina on treballa coneix a Laura Avellaneda, jove de 24 anys amb la qual començarà a tenir un romanç, on trobarà el reverdir dels millors anys de la seva vida.

## Repartiment
- Gonzalo Vega és Martín Santomé.
- Adriana Fonseca és Laura Avellaneda.
- Arath de la Torre és Esteban Santomé.
- Rodrigo Vidal és Jaime Santomé.
- Maité Embil és Blanca Santomé.
- Guillermo Murray és Sr. Valverde.
- Norma Lazareno és Rosa.
- Socors Bonilla és Pilar.
- Claudia Vega és Lidia Valverde.

## Anècdotes
- La tregua va marcar el debut en cinema de l'estrella de telenovel·les Adriana Fonseca.